# خولیان کارانزا
خولیان کارانزا (اسپانیایی: Julián Carranza‎؛ زادهٔ ۲۲ مهٔ ۲۰۰۰) بازیکن فوتبال در پست مهاجم (فوتبال) اهل آرژانتین است که در لیگ برتر فوتبال ایالات متحده آمریکا به صورت قرضی از باشگاه فوتبال اینتر میامی در فیلادلفیا یونیون بازی می‌کند.

## باشگاهی
از باشگاه‌هایی که در آن بازی کرده‌است می‌توان به باشگاه فوتبال بانفیلد و باشگاه فوتبال اینتر میامی اشاره کرد.

## تیم ملی
وی همچنین در تیم ملی فوتبال زیر ۱۷ سال آرژانتین بازی کرده‌است.